# Laura Soveral
Maria Laura de Soveral Rodrigues Luís (* 23. März 1933 in Benguela, Angola; † 12. Juli 2018 in Lissabon) war eine portugiesische Schauspielerin.

## Werdegang
Schon als Kind spielte sie Theater für den Radiosender Rádio Clube de Benguela. Sie absolvierte das Gymnasium und wurde Erzieherin in ihrer Heimatstadt in der damaligen portugiesischen Kolonie Angola. 1962 ging sie an die Universität Lissabon, um Deutsche Philosophie zu studieren. Dort begann ihr Interesse an der Schauspielerei in studentischen Theatergruppen.
1963 war sie erstmals im staatlichen Fernsehen RTP zu sehen in einem Theaterstück von Fernando Pessoa. In der Folge ging sie 1964 mit dem Ensemble Fernando Pessoa unter João d’Ávila auf Tournee durch die Kolonien Angola und Mosambik und stand im Teatro Nacional de Luanda erstmals auf einer professionellen Theaterbühne vor Publikum.
Zurück in Portugal nahm sie Schauspielunterricht bei Henriette Morineau am Lissabonner Nationalkonservatorium. Im Laufe der 60er Jahre spielte sie weiter Theater, nahm Rezitations-Schallplatten auf und war häufig mit Theaterstücken und Literaturlesungen im Fernsehen zu sehen. Von 1966 bis 1970 war sie zudem Sprecherin bei der Emissora Nacional und brach ihr Studium nun endgültig ab. 1972 stand sie das vorerst letzte Mal auf der Bühne eines Theaters mit Tartufo (Tartuffe von Molière) im Teatro Villaret, dem erst 1964 von Raul Solnado gegründeten Haus.
Sie nahm ein Geschichtsstudium auf und spielte gelegentlich Theater für das Fernsehen. 1975 nach der Nelkenrevolution kehrte sie nochmal auf die Bühne zurück, wieder ins Villaret. Im November des Jahres siedelte sie nach Brasilien über, wo sie für zwei Telenovelas von TV Globo engagiert wurde (O Casarão 1976 und Duas Vidas 1977).
Sie ging 1977 wieder nach Portugal, wo sie 1978 kurz auf die Theaterbühne zurückkehrte. Es war das Ende ihrer aktiven Zeit der Theaterengagements, erst 1987 stand sie wieder für ein Stück von José Saramago auf der Bühne des Teatro Aberto.
Einem größeren Publikum wurde sie vor allem durch ihre Filme bekannt. So spielte sie die weibliche Hauptrolle 1971 in Uma Abelha na Chuva („Eine Biene im Regen“) von Fernando Lopes, einem Schlüsselwerk des neuen portugiesischen Films, des Novo Cinema. Von da an spielte sie in zahlreichen Kinofilmen, Telenovelas und Fernsehfilmen, sowohl in Portugal als auch im Ausland, vor allem in Frankreich.
Sie war mit Zé Maria (José Maria de Barros Alves Caetano), dem ältesten der vier Söhne von Marcelo Caetano verheiratet, dem letzten Regierungschef der Estado-Novo-Diktatur. Laura Soveral starb im Juli 2018 im Alter von 85 Jahren.

## Filmografie
| Kino - 1967: Alta Velocidade (R: António de Macedo) - 1968: Estrada da Vida (R: Henrique Campos) - 1972: Uma Abelha na Chuva (R: Fernando Lopes) - 1979: O Último Soldado (R: Jorge Alves da Silva) - 1981: Oxalá (R: António-Pedro Vasconcelos) - 1981: Francisca (R: Manoel de Oliveira) - 1987: Relação Fiel e Verdadeira (R: Margarida Gil) - 1998: Matar Saudades (R: Fernando Lopes) - 1989: A Sétima Letra (R: José Dias de Souza, Simao Dos Reis) - 1991: Die göttliche Komödie (A Divina Comédia) (R: Manoel de Oliveira) - 1992: Zwischensaison – Hors saison (R: Daniel Schmid) - 1993: A Tremonha de Cristal (R: António Campos) - 1993: Am Ufer des Flusses (Vale Abraão) (R: Manoel de Oliveira) - 1993: Hier auf Erden (Aqui na Terra) (R: João Botelho) - 1994: Geschwister (Três Irmãos) (R: Teresa Villaverde) - 1995: Ao Sul (R: Fernando Matos Silva) - 1996: Cinco Dias, Cinco Noites (R: José Fonseca e Costa) - 1996: O Judeu (R: Jom Tob Azulay) - 1996: Adeus, Pai (R: Luís Filipe Rocha) - 1998: Tráfico (R: João Botelho) - 1999: O Anjo da Guarda (R: Margarida Gil) - 2002: O Delfim (R: Fernando Lopes) - 2003: A Mulher que Acreditava Ser Presidente dos EUA (R: João Botelho) - 2003: Quaresma (R: José Álvaro Morais) - 2004: Portugal S.A. (R: Ruy Guerra) - 2005: Alice (R: Marco Martins) - 2005: O Fatalista (R: João Botelho) - 2007: The Lovebirds (R: Bruno de Almeida) - 2007: Das schlafwandelnde Land (Terra Sonâmbula) (R: Teresa Prata) - 2008: Diese Nacht (Nuit de chien) (R: Werner Schroeter) - 2008: A Corte do Norte (R: João Botelho) - 2010: Filme do Desassossego (R: João Botelho) - 2010: Amor Cego (R: Paulo Filipe) - 2011: Aristides de Sousa Mendes, O Cônsul de Bordéus (R: João Correa, Francisco Manso) - 2012: Tabu – Eine Geschichte von Liebe und Schuld (R: Miguel Gomes) - 2013: Cadences obstinées (R: Fanny Ardant) - 2014: Os Maias: Cenas da Vida Romântica (R: João Botelho) - 2014: Benoît Brisefer: Les taxis rouges (R: Manuel Pradal) | Fernsehen - 1976: O Casarão - 1976: Duas Vidas - 1978: Os Putos - 1981: Um Táxi na Cidade - 1984: Die Windsor-Papiere – Königsjagd (To Catch a King) (TV-Film) - 1984: Chuva na Areia - 1988: Longe (TV-Film) - 1988: Passerelle - 1989: Ricardina e Marta - 1989: Crime à Portuguesa - 1989: Le masque (eine Folge) - 1990: Os melhores Anos - 1990: Chuva de Maio - 1992: Quase (Mário de Sá Carneiro) (TV-Film) - 1993: Primavera Negra (TV-Film) - 1993: A Viúva do Enforcado - 1996: L'enfer vert (TV-Film) - 1998: Hotel Bon Séjour - 1999: Esquadra de Polícia - 1992–2000: Une famille formidable - 2000: Crianças SOS - 2000: Aniversário (TV-Film) - 2001: Bernadette von Lourdes (Lourdes) (TV-Film) - 2001: O Espírito da Lei - 2002: Fúria de Viver - 2003: O Jogo - 2005: Morangos Com Açúcar - 2005: Segredo - 2006: Tempo de Viver - 2007/2008: Chiquititas - 2008: O Dia do Regicídio - 2009: Todi – A Segunda Morte de Luisa Aguiar (TV-Film) - 2009: Vila Faia - 2010: Regresso a Sizalinda - 2011: Voo Directo - 2012: Liberdade 21 - 2012: Velhos Amigos - 2012: Maternidade - 2012: Morte dos Tolos (TV-Film) - 2013: Odisseia - 2014: Belmonte - 2015: Os Maias - 2016: Os Boys |